# Nicolás González
Nicolás Iván González (Belén de Escobar, 6 de abril de 1998) é um futebolista argentino que joga como atacante. Atualmente joga na Juventus, emprestado pela Fiorentina.

## Títulos
Argentinos Juniors
- Primera B Nacional: 2017

Argentina
- Jogos Pan-Americanos: 2019
- Copa América: 2021, 2024
- Copa dos Campeões CONMEBOL–UEFA: 2022

### Prêmios individuais
- Equipe ideal da Liga Conferência da UEFA: 2022–23